# Cayo Servilio Gémino
Cayo o Gayo Servilio Gémino  fue hijo de un triunviro del mismo nombre, el cual había sido hecho prisionero por los boyos en el primer año de la segunda guerra púnica (218 a. C.), mientras asentaba colonos en Placencia y Cremona.

## Carrera política
Se le menciona por primera vez en el año 212 a. C., cuando fue enviado a Etruria para comprar grano para el uso de la guarnición romana en la ciudadela de Tarento, la cual estaba sitiada por Aníbal. Tuvo éxito en forzar la entrada hacia el puerto, y así suministrar a la guarnición con el grano recolectado.
En 210 a. C. fue elegido pontífice en el lugar de Tito Otacilio Craso. En el año 209 a. C. fue edil plebeyo y en 208 a. C. edil curul.
En este último año, mientras ocupaba el cargo de edil curul, fue nombrado magister equitum por el dictador Tito Manlio Torcuato.
Fue pretor en el año 206 a. C., cuando obtuvo Sicilia como provincia, y cónsul en 203 a. C. con Cneo Servilio Cepión. Tito Livio, al hablar de su consulado, así como posteriormente, le da el cognomen «Geminus», pero en los Fastos capitolinos tiene el de «Nepos».
Gémino obtuvo Etruria como su provincia, y de allí marchó a la Galia Cisalpina, donde liberó a su padre de su cautiverio. Tito Livio menciona que una rogatio fue propuesta al pueblo para liberar a Servilio de las consecuencias de haber actuado en contra de las leyes al haber sido tribuno de la plebe y edil plebeyo mientras su padre estaba vivo, ya que se había sentado en la silla curul, ignorante de la existencia de su padre. Ningún otro escritor clásico menciona ninguna ley que prohiiera tal elección.
En 202 a. C., fue nombrado dictador por el cónsul Marco Servilio Púlex Gémino con el propósito de la celebración de los comicios, siendo la última persona que fue nombrada dictador hasta la usurpación de esta magistratura por Sila.
En 201 a. C., fue uno de los decemviri para la distribución de tierras entre los veteranos que habían luchado en África con Escipión el Africano y en 183 a. C. fue elegido pontifex maximus en el lugar de Publio Licinio Craso Dives. Murió en el año 180 a. C.